# ニュース930 (テレビ埼玉)
ニュース930（ニュースきゅうさんまる）は、テレビ埼玉（TVS）で平日の夜に放送している報道番組。1997年4月4日放送開始。ハイビジョン制作（地上デジタル放送のみ）。
現在のタイトルロゴは、“ニュース”を“NEWS”と変えて表記している。

## 概要
テレビ埼玉では土曜夕方に『TVSニュース530』を放送していた。のちに現行のタイトルに変えて、出演者や構成をそのままに金曜21:30 - 21:55に枠移動された。そして2000年4月3日、月 - 木曜日に最終版の報道番組として放送された『TVSニュース＆お天気マップ』の後番組として、平日を通して『TVSニュース930』を開始された。これに伴い、金曜日の放送時間を月 - 木曜日に合わせるため、15分に縮小し放送時間を統一した。なお開始当初は、番組名に“TVS”がついていたが現在は外れている。
2003年5月2日より『ウィークエンド930』を、金曜日の同枠にて放送するに伴い、当番組は金曜日の放送を終了、以降月～木曜日に放送を縮小された。
2005年4月よりロゴが変更され、表記も『News930』となった。しかし1年後の2006年4月3日には、同局の愛称『テレ玉』の導入に伴い再度変更され、表記も『NEWS930』と元に戻った。なお2008年3月の全面リニューアル（後述）まで、オープニングとエンディングには、番組ロゴと同時に『テレ玉』ロゴが表示していた。
地上デジタル放送の試験放送よりハイビジョン放送を行っている。これは当番組で使用しているMスタジオが、デジタル化工事を前もって行われたためである。工事期間中は、第2スタジオに移して放送されていた。また2005年12月1日より放送設備が更新と同時に、オープニングとエンディング、アイキャッチのみステレオ放送となった。本編はこれまで通りのモノラル放送であったが、2013年8月より全編ステレオ放送に移行した。
2008年3月31日より『この春、テレ玉のニュースが変わる。』をキャッチコピーに、大幅なリニューアルを図った。放送時間を従来の15分間から30分間に拡大、キャスターを1人制から2人制に変更、ニュース映像の画面右上には、見出しテロップを表示されるようになった（当時の『ウィークエンド930』は、非表示であった）。また、放送時間の拡大に伴い、経済情報が放送されるようになった。このリニューアル前後には、同番組と『ウィークエンド930』合同でのCMが、同局で放送されていた。なお現在も放送中であるが、キャスターの変更に伴って随時再編集されている。
2011年4月4日より、同局のニューステロップをリニューアルしたと同時に、放送の日付がキャスター名のテロップの上に表示されるようになった。さらに、4月18日よりデジタル文字（NEWS930）と「teletama news」をデザインとした番組ロゴに一新され、黄色を基調としたテロップ（先行してリニューアルが行われたニューステロップを除く）と青と白を基調としたスタジオセットにそれぞれリニューアルされた。
2015年3月27日に『ウィークエンド930』が終了し、当番組は再び月～金曜日の放送に戻った。なお、月曜～木曜日はこれまでどおりのスタジオセットからキャスターが起立した状態でニュースを伝えるが、金曜日のみ『ウィークエンド930』で使っていたスタジオセットからキャスターが着席した状態でニュースを伝え、コーナーやタイムテーブルもいくつか引き継がれている（後述）。
2018年5月14日から6月15日の間は高校野球関連番組の『熱夏の足跡』が21:55から放送されたため、本番組は25分に縮小されていた。
2018年10月1日より『ニュース545』の放送時間拡大（17:45-18:15）に伴い、当番組の放送時間は月 - 木曜日のみ15分に縮小され、キャスターも月 - 木曜日は2人制から1人制に変更される。これにより月 - 木曜日は2008年3月以前の形態に戻ることになる。なお、金曜日は『ニュース930plus』として、引き続き30分番組として放送される。
2022年3月25日から『ニュース930plus』のみこれまで『ウィークエンド930』で使っていたスタジオセットから一新した。
2023年1月より番組ロゴとニューステロップが変更された。

## 出演者
福田以外は当時のテレ玉アナウンサー。

### キャスター
- 塩原桜（2018年度 - ）
- 野口美和（2023年度 -）[3]
- 出口朋香（2022年度 -）
- 山崎薫子（2022年度 -）

### 歴代キャスター
| 期間                   | 男性         | 男性         | 男性         | 女性              | 女性              | 女性                | 女性                | 女性            |
| 期間                   | 月           | 火 - 木      | 金           | 月                | 火                | 水                  | 木                  | 金              |
| ---------------------- | ------------ | ------------ | ------------ | ----------------- | ----------------- | ------------------- | ------------------- | --------------- |
| 1997.4.4 - 1998.3.27   | （放送なし） | （放送なし） | 池本弘三     | （放送なし）      | （放送なし）      | （放送なし）        | （放送なし）        | 福田浩子        |
| 1998.4.3 - 1998.8.28   | （放送なし） | （放送なし） | （不在）     | （放送なし）      | （放送なし）      | （放送なし）        | （放送なし）        | 古沢真紀        |
| 1998.9.4 - 2000.3.31   | （放送なし） | （放送なし） | 佐貫洋一     | （放送なし）      | （放送なし）      | （放送なし）        | （放送なし）        | （不在）        |
| 2000.4.3 - 2003.4.25   | 佐貫洋一     | 佐貫洋一     | 佐貫洋一     | （不在）          | （不在）          | （不在）            | （不在）            | （不在）        |
| 2003.4.28 - 2004.3.25  | 佐貫洋一     | 佐貫洋一     | （放送なし） | （不在）          | （不在）          | （不在）            | （不在）            | （放送なし）    |
| 2004.3.29 - 2005.3.31  | （不在）     | （不在）     | （放送なし） | 國友真由美        | 國友真由美        | 國友真由美          | 國友真由美          | （放送なし）    |
| 2005.4.4 - 2005.10.28  | （不在）     | （不在）     | （放送なし） | 國友真由美        | 國友真由美        | 國友真由美          | 川尻友紀子          | （放送なし）    |
| 2005.10.31 - 2006.3.30 | （不在）     | （不在）     | （放送なし） | 國友真由美        | 國友真由美        | 國友真由美          | 大塚美幸            | （放送なし）    |
| 2006.4.3 - 2007.3.29   | （不在）     | （不在）     | （放送なし） | 中野知美          | 中野知美          | 外山麻衣            | 外山麻衣            | （放送なし）    |
| 2007.4.2 - 2008.3.27   | （不在）     | （不在）     | （放送なし） | 外山麻衣          | 外山麻衣          | 福原奈見            | 福原奈見            | （放送なし）    |
| 2008.3.31 - 2008.6.26  | 吉崎仁康     | 吉崎仁康     | （放送なし） | 福原奈見          | 福原奈見          | 桧垣理奈            | 桧垣理奈            | （放送なし）    |
| 2008.6.30 - 2010.4.1   | 吉崎仁康     | 吉崎仁康     | （放送なし） | 福原奈見          | 福原奈見          | 小田正実            | 小田正実            | （放送なし）    |
| 2010.4.5 - 2011.3.31   | 梅中悠介     | 梅中悠介     | （放送なし） | 田所由妃          | 田所由妃          | 小田正実            | 小田正実            | （放送なし）    |
| 2011.4.4 - 2013.3.28   | 梅中悠介     | 梅中悠介     | （放送なし） | 田所由妃          | 田所由妃          | 小室早弥香          | 小室早弥香          | （放送なし）    |
| 2013.4.1 - 2014.3.27   | 波多江良一   | 波多江良一   | （放送なし） | 小室早弥香        | 小室早弥香        | 小室早弥香          | 小室早弥香          | （放送なし）    |
| 2014.3.31 - 2015.3.26  | 波多江良一   | 波多江良一   | （放送なし） | 二階堂絵美        | 村山千代          | 村山千代            | 中島そよか          | （放送なし）    |
| 2015.3.30 - 2015.5.29  | 波多江良一   | 波多江良一   | 波多江良一   | 二階堂絵美        | 早川茉希          | 早川茉希            | 中島そよか          | 早川茉希        |
| 2015.6.1 - 2016.4.1    | 波多江良一   | 波多江良一   | 波多江良一   | 早川茉希          | 二階堂絵美        | 早川茉希            | 中島そよか          | 早川茉希        |
| 2016.4.4 - 2017.3.31   | 鈴木崇広     | （不在）     | 鈴木崇広     | 早川茉希          | 早川茉希 手島千尋 | 早川茉希 中島そよか | 早川茉希 中島そよか | 早川茉希        |
| 2017.4.3 - 2018.3.30   | （不在）     | （不在）     | 鈴木崇広     | 荒木優里 早川茉希 | 荒木優里 早川茉希 | 荒木優里 早川茉希   | 荒木優里 手島千尋   | 野牛あかね      |
| 2018.4.2 - 2018.9.28   | （不在）     | （不在）     | （不在）     | 塩原桜 落合由佳   | 塩原桜 荒木優里   | 塩原桜 落合由佳     | 塩原桜 荒木優里     | 塩原桜 岸田彩加 |
| 2018.10.1 - 2019.3.29  | （不在）     | （不在）     | （不在）     | 落合由佳          | 塩原桜            | 落合由佳            | 荒木優里            | 塩原桜 岸田彩加 |
| 2019.4.1 - 2020.3.27   | （不在）     | （不在）     | （不在）     | 落合由佳          | 塩原桜            | 落合由佳            | 荒木優里            | 塩原桜 平川沙英 |
| 2020.3.30 - 2021.3.19  | （不在）     | （不在）     | （不在）     | 平川沙英          | 荒木優里          | 平川沙英            | 塩原桜              | 塩原桜 宮田愛子 |
| 2021.3.22 - 2021.4.16  | （不在）     | （不在）     | （不在）     | 荒木優里          | 荒木優里          | 荒木優里            | 荒木優里            | 塩原桜 宮田愛子 |
| 2021.4.19 - 2021.5.3   | （不在）     | （不在）     | （不在）     | 平川沙英          | 平川沙英          | 平川沙英            | 平川沙英            | 塩原桜 宮田愛子 |
| 2021.5.4 - 2021.5.14   | （不在）     | （不在）     | （不在）     | 荒木優里          | 荒木優里          | 荒木優里            | 荒木優里            | 塩原桜 宮田愛子 |
| 2021.5.17 - 2021.5.28  | （不在）     | （不在）     | （不在）     | 平川沙英          | 平川沙英          | 平川沙英            | 平川沙英            | 塩原桜 宮田愛子 |
| 2021.5.31 - 2021.6.18  | （不在）     | （不在）     | （不在）     | 荒木優里          | 荒木優里          | 荒木優里            | 荒木優里            | 塩原桜 宮田愛子 |
| 2021.6.21 - 2021.7.2   | （不在）     | （不在）     | （不在）     | 平川沙英          | 平川沙英          | 平川沙英            | 平川沙英            | 塩原桜          |
| 2021.7.5 - 2021.7.9    | （不在）     | （不在）     | （不在）     | 荒木優里          | 荒木優里          | 荒木優里            | 荒木優里            | 塩原桜          |
| 2021.7.12 - 2021.7.16  | （不在）     | （不在）     | （不在）     | 荒木優里          | 荒木優里          | 荒木優里            | 荒木優里            | 塩原桜 荻野仁美 |
| 2021.7.19 - 2021.7.30  | （不在）     | （不在）     | （不在）     | 平川沙英          | 平川沙英          | 平川沙英            | 平川沙英            | 塩原桜 荻野仁美 |
| 2021.8.2 - 2021.8.6    | （不在）     | （不在）     | （不在）     | 荒木優里          | 荒木優里          | 荒木優里            | 荒木優里            | 塩原桜 荻野仁美 |
| 2021.8.9 - 2021.8.13   | （不在）     | （不在）     | （不在）     | 荒木優里          | 荒木優里          | 荒木優里            | 荒木優里            | 荻野仁美        |
| 2021.8.16 - 2021.8.27  | （不在）     | （不在）     | （不在）     | 平川沙英          | 平川沙英          | 平川沙英            | 平川沙英            | 塩原桜 荻野仁美 |
| 2021.8.30 - 2021.9.10  | （不在）     | （不在）     | （不在）     | 荒木優里          | 荒木優里          | 荒木優里            | 荒木優里            | 塩原桜 荻野仁美 |
| 2021.9.13 - 2022.3     | （不在）     | （不在）     | （不在）     | 平川沙英          | 平川沙英          | 平川沙英            | 平川沙英            | 塩原桜 荻野仁美 |
| 2021.4.4 -             | （不在）     | （不在）     | （不在）     |                   |                   |                     |                     | 塩原桜 山崎薫子 |

### 代打キャスター
かつてはシフト勤務で対応、2005年度より同番組の残りのキャスターで対応。以下はそれに当てはまらなかったパターン（そのため、2009年度以降の男性キャスター不在時は女性コンビとなる）。
2019年10月は、落合由佳にアクシデントが発生したため、外部のフリーアナウンサーを招聘した。これまではテレ玉在籍のアナウンサーで回していたため異例の処置といえる。
2021年6月25日より、宮田愛子が第2子妊娠による産休に入ったため、同年6月25日・7月2日・7月9日の『ニュース930plus』は、塩原桜のみの担当だった。7月16日より、宮田が所属するジョイスタッフのフリーアナウンサーの荻野仁美が代理で担当する。
- 青江康子（2001.9.14、2001.9.20）
- 荒舩美栄（2004年度の國友の夏季休暇による）
- 谷口智子（テレ玉退社後も2007年度頃まで不定期で担当）
- 小池文美（2007年度頃）
- 渡辺一宏（吉崎の夏季休暇による 2008.7.21 - 2008.7.24）
- 加藤響子（落合の体調不良による 2019.10.7 - 10.9、10.15、10.16、10.21、10.22、10.30）[7]
- 荻野仁美（宮田の産休による 2021.7.16 - [5]、平川・荒木が新型コロナウイルスのワクチン接種に伴う在宅勤務による[8][9] 2021.9.14[10]）
- 藤田りえ（塩原の『シブサワ解体深書』公開収録による[11][12] 2022.2.16[13][14]）

### その他の対応
新型コロナウイルスの感染拡大を受けて、政府が緊急事態宣言を発令したことにより、2020年4月20日から同年5月28日まで、2人制の『ニュース930plus』が1人制に変更。4月20日 - 4月24日は荒木優里、4月27日 - 4月30日は平川沙英、5月1日は塩原桜、5月4日は塩原桜、5日は荒木優里、6日は平川沙英、7日・8日は荒木優里、5月11日 - 5月14日は平川沙英、5月15日・22日は宮田愛子、5月18日 - 5月21日は荒木優里、5月25日 - 5月28日は平川沙英がそれぞれ担当した。
2021年1月7日、新型コロナウイルスの感染再拡大を受けて、政府が東京都・埼玉県・神奈川県・千葉県を対象に、2回目の緊急事態宣言を発令したことにより、同年1月14日から制作スタッフとアナウンサーを2班体制に分けた。このため、再び2人制の番組は1人制に変更、1人制の番組でも特別シフトで担当している。
同年3月21日に緊急事態宣言が全面解除されたが、翌3月22日以降、『ニュース930』は月〜木曜日は荒木が担当。同年3月26日より『ニュース930plus』は通常体制に戻ったが、宮田が産休に入り、荻野仁美が7月16日に代打キャスターに就任するまでの間（6月25日・7月2日・7月9日）は塩原のみ、8月13日・11月26日は荻野のみで且つ、スタジオはMスタジオからの放送だった。
2022年1月27日より、新型コロナウイルスの感染再拡大を受けて、万が一感染者が出ても放送を続けるために、テレ玉独自で再びアナウンサーを2班体制に分けている。このため、木曜日は平川、金曜日は荒木・荻野が担当していた。
2022年8月5日より、新型コロナウイルス（BA.5）の感染再拡大を受けて、万が一感染者が出ても放送を続けるために、テレ玉独自で再びアナウンサーを2班体制に分けた。。このため、金曜日は山崎のみが担当した。

## 放送時間
（表記はすべて、JSTである。特別編成等で遅延・縮小の場合もあり）
| 期間    | 期間   | 月 - 木曜日           | 金曜日                |
| ------- | ------ | --------------------- | --------------------- |
| 1997.4  | 2000.3 | （放送なし）          | 21:30 - 21:55（25分） |
| 2000.4  | 2003.4 | 21:30 - 21:45（15分） | 21:30 - 21:45（15分） |
| 2003.5  | 2008.3 | 21:30 - 21:45（15分） | （放送なし）          |
| 2008.3  | 2015.3 | 21:30 - 22:00（30分） | （放送なし）          |
| 2015.4  | 2018.9 | 21:30 - 22:00（30分） | 21:30 - 22:00（30分） |
| 2018.10 |        | 21:30 - 21:45（15分） | 21:30 - 22:00（30分） |

### 重大ニュース・特別番組放送時の対応
- 2015年12月25日
  - 2015年最後の放送は『ニュース930 WIDE』と題して、放送時間を30分拡大して21:00 - 22:00まで放送。出演は早川茉希・波多江良一（いずれも当時のテレ玉アナウンサー）[21][22]。
- 2020年4月7日
  - 新型コロナウイルスの感染拡大に備える改正・新型インフルエンザ等対策特別措置法32条に基づき、緊急事態を宣言する安倍晋三内閣総理大臣と対象地域となった埼玉県の大野元裕知事の記者会見を19:00 - 21:30に『報道特別番組 緊急事態宣言 安倍首相・大野知事記者会見』として放送。これに伴い、当番組は放送時間を15分拡大して21:30 - 22:00までの放送[23]。
- 2020年5月4日
  - 上記のコロナウイルス緊急事態宣言を5月31日まで延長するとした安倍晋三内閣総理大臣と対象地域の埼玉県の大野元裕知事の記者会見を中継放送するため『ニュース545』は17:45 - 20:00まで拡大放送。これに伴い、当番組も放送時間を15分拡大して21:30 - 22:00までの放送。
- 2021年1月15日 - 3月12日
  - 2021年1月7日、新型コロナウイルスの感染再拡大を受けて、政府が東京都・埼玉県・神奈川県・千葉県を対象に、2回目の緊急事態宣言を発令したことにより、同年1月14日から制作スタッフとアナウンサーを2班体制に分けた。このため、金曜日は『ニュース930plus』を休止し、月〜木曜日版の『ニュース930』を放送していた。
  - 同年3月18日、政府が予定通り3月21日に緊急事態宣言を全面解除すると表明したことを受けて、翌3月19日、埼玉県の大野元裕知事の会見について伝えるため、急遽『ニュース930plus』を再開した。なお、担当は宮田のみであった[24]。
- 2021年8月4日
  - 東京オリンピック（レスリング女子フリースタイル57kg級準々決勝等）中継のため、当番組が休止[25]。代替番組『TELETAMA NEWS』を22:10 - 22:25まで放送。
- 2021年12月24日
  - 2021年最後の放送は『埼玉この1年 ニュース930plus年末スペシャル』と題して、開始時刻を30分繰り上げ・放送時間を60分拡大して21:00 - 22:30まで放送[26]。
- 2022年2月23日
  - 『浦和レッズスーパーマッチ』（録画中継）が22:00まで放送されたため、当番組が休止。代替番組『TELETAMA NEWS』を22:00 - 22:15まで放送。
- 2023年10月31日
  - 蕨市の蕨郵便局内で立てこもり事件が発生したことに伴い、放送時間を15分拡大して21:30 - 22:00までの放送[27]。同時に、YouTubeの公式チャンネル「テレ玉NEWS」で緊急生配信を実施した[28][29][30]。また、翌11月1日には『ニュース1155』も同事件を詳しく伝えるため、放送時間を10分拡大して11:55 - 12:10まで放送した[31]。

## タイムテーブル

### 2018年10月 -

#### 月曜 - 木曜
※生放送のため、時間に多少の変更がある。
- 21:30 - オープニング・県内ニュース
- 21:37 - CM①
- 21:38 - フラッシュニュース
- 21:40 - CM②
- 21:41 - プロ野球速報（シーズン期の開催日のみ）・天気予報
- 21:43 - ニュース930plusの特集予告（木曜のみ）・エンディング
- 21:44 - ステーションブレイク

#### 金曜（ニュース930plus）
- 21:30 - オープニング・県内ニュース
- 21:43 - 特集

「ウィークエンド930」時代からの流れで、ゲストもしくはテレ玉の記者をスタジオに迎え、途中でCMを挟みながら進行する。金曜セットの特徴であるモニターも活用する。
特集コーナーに移る際やプロ野球速報前のCMジングルは『ニュース545』と同じものが使われている。
- 21:54 - プロ野球速報（シーズン期の開催日のみ）、彩新事情、天気予報

彩新事情とは、県内の話題や週末のイベントのこと。なお、放送しない場合もある。
- 21:57 - エンディング
- 21:58 - ステーションブレイク

### 2015年4月 - 2018年9月
- 21:30 - オープニング

オープニングのアニメーションを流した後に、ニュース2本とスポーツ情報（特集）のラインナップを放送。当初は「県内のニュースをお伝えします。」と、メインキャスターがコメントしてからニュースを読み始めていた。
- 21:30 - ニュース

県内のニュースを中心に放送。全国のニュースも数本程度放送されるが、省略されることもある。
- 21:45 - スポーツ情報（月曜日）、特集（火 - 金曜日）

月曜日をスポーツ情報では、週末に行われたサッカーの試合結果を中心に放送。月曜日に限らずサッカーの開催日にも放送されることがある。シーズンオフ期間中は他曜日と同様に特集を放送。週末に行われたサッカーの試合結果の放送は2018年10月から『ニュース545』に移行した。
- 21:51 - プロ野球速報（シーズン期の開催日のみ）、彩新事情（金曜のみ）、天気予報

当日に行われたプロ野球の試合結果と、翌日の県内と関東地方の天気予報を放送。
金曜は野球速報→彩新事情→天気予報の順に進行し、天気の後はそのままエンディングに入る。
- 21:55 - きょうの主なニュース、明日のNEWS930（いずれも月 - 木曜日のみ）

番組で取り扱ったニュースを、天気カメラを背景に4枚のパネルを表示して放送。明日のNEWS930はリニューアル当初に設けなかったコーナーであり、明日の番組予告（特集）を行う。なお、時間が押している場合はきょうのニュースだけを放送することもある。
- 21:57 - エンディング
- 21:58 - ステーションブレイク

30分拡大直後は「きょうの株価・為替」というコーナーがあり、当日の株価と為替を放送していた。また、2009年3月31日から2010年3月26日までは「TOKYO MONEY TODAY」として、経済のニュースをブルームバーグから放送されていた。

### 2008年3月まで
- 21:30 -　オープニング・県内ニュース
- 21:35 -

月曜日 - スポーツ情報（シーズンオフは特集）
火 - 木曜日 - 特集
金曜日 - NEWS FILE
- 21:41 - プロ野球情報・天気予報
- 21:42 - エンディング
- 21:43 - ステーションブレイク

## 歴代エンディングテーマ
- ? - ? 工藤慎太郎 「シェフ」
- 2008年4月 - 2008年6月 「旅立ちの歌」
- 2008年7月 - 2008年9月 工藤慎太郎 「愛で行こうぜ!」
- 2009年10月 - 2009年12月 あえか 「僕の小さな心と自転車」
- 2010年1月 - 2010年3月 BLACK BABE 「入間川」
- 2010年4月 - 6月 工藤慎太郎 「涙ひとつぶ」
- 2010年7月 - 9月 上木彩矢 「Infinity」
- 2012年1月 - 3月 SUPER☆GiRLS 「Dear〜未来の地図〜」
- 2013年4月 - 6月 橋本大翔 「心の扉」
- 2013年7月 - 9月 SORGENTI 「言えない気持ち」
- 2014年1月 - 3月 宇都美慶子 「そばにいるよ」
- 2014年4月 - 6月 オズ 「ゆめりか」
- 2014年7月 - 9月 サスケ 「旅人の詩」
- 2015年7月 - 9月 LOST IN TIME 「燈る街」
- 2016年4月 - 6月 鶴 「羽根」
- 2017年1月 - 3月 LUVandSOUL 「明日へ」
- 2017年4月 - 6月 ZILCONIA 「e.g.」
- 2017年10月 - 12月 馬場俊英 「人生の復路～My Homeward Journey」
- 2018年1月 - 3月 フルカワユタカ 「No Boy No Cry」
- 2018年4月 - 6月 YOO 「あじさい」
- 2018年7月 - 9月 YOO 「起死回生」

2018年10月以降は月～木曜日の放送時間が15分に短縮されたが、エンディングテーマは引き続き流れている。
- 2018年10月 - 12月 鶴 「歩く this way」
- 2019年1月 - 3月 Rihwa 「ふたりのOrion」
- 2019年4月 - 6月 MILLEA 「ヒカリ」
- 2019年7月 - 9月 木村結香 「花火」
- 2019年10月 - 12月 木村結香 「月と光」[注 2]
- 2020年1月 - 3月 RAMMELLS 「Overdrive」[32][注 2]
- 2020年4月 - 6月 林青空 「ファイティン」
- 2020年7月 - 9月 山本雅也 「人生をたどる物語」[注 3]
- 2020年10月 - 12月 城之内ミサ 「山川異域 風月同天」[注 4][注 5]
- 2021年1月 - 3月 入山アキ子 「笑顔の花が咲くように」[34]
- 2021年4月 - 6月 馬場俊英 「そろそろ元気だせよ」[注 6]
- 2021年7月 - 9月 YONA 「dandelion」[注 4]
- 2021年10月 - 12月 ありもとねこ。「吉川美南ちゃん。」[注 7][注 5]
- 2022年1月 - 3月 山本雅也 「朝靄」[注 8][注 9]

※3ヶ月ごとに切り替わる。『ニュース930plus』と共用。